# Edward Lindberg
Edward Lindberg (n. 9 noiembrie 1886, Cherokee⁠(d), Iowa, SUA – d. 16 februarie 1978, Highland Park⁠(d), Illinois, SUA) a fost un atlet ce a reprezentat Statele Unite ale Americii, medaliat olimpic. A participat la o ediție a Jocurilor Olimpice (1912) în care a câștigat o medalie de aur și o medalie de bronz în probele de 400 m și 4x400 m.

## Palmares
| An   | Competiție        | Locație           | Loc | Eveniment | Note   |
| ---- | ----------------- | ----------------- | --- | --------- | ------ |
| 1912 | Jocurile Olimpice | Stockholm, Suedia | 3   | 400 m     | 48,4   |
| 1912 | Jocurile Olimpice | Stockholm, Suedia | 1   | 4x400 m   | 3:16,6 |